# Бауман, Эрик
Эрик Бауман (нем. Eric Baumann, известен также под псевдонимом Эрик Майр, нем. Eric Mayr; род. 1962, Бремен) — немецкий музыковед
 и композитор.

## Биография
Окончил Бременскую высшую школу искусств по классам фортепиано Биргид фон Роден и дирижирования Ханса Йоахима Кауфмана. С 1993 года преподаёт в музыкальной школе в Хайденхайме.
Приобрёл известность шуточной биографией вымышленного композитора Фердинанда Ло (нем. Ferdinand Loh), которому приписывается авторство собачьего вальса (нем. Der Komponist Ferdinand Loh und sein opus magnum: Der Flohwalzer; 1996); фамилия композитора образована от немецкого слова «блоха» (нем. Floh), поскольку по-немецки вальс называется «блошиным». Позднее Бауманом было опубликовано исследование о музыкальном творчестве известного немецкого писателя Карла Фридриха Мая «Ave Maria на Диком Западе. Карл Май — композитор» (нем. Ein Ave Maria im Wilden Westen. Karl May als Komponist; 2002).
Бауману принадлежит зингшпиль для детей-солистов и детского хора в сопровождении инструментального ансамбля «Мыши в церкви Святого Михаила» (нем. Mäuse in der Michaelskirche; 2004, либретто его жены Урсулы Майр), разнообразная камерная музыка, песни на стихи Эдит Сёдергран и Кристины Россетти.